# Collective Soul (álbum)
Collective Soul es el segundo y epónimo álbum de la banda del mismo título, lanzado el 14 de marzo de 1995. Este trabajo se convirtió en el más vendido de la banda, llegó a transformarse en tripe-platino y se mantuvo 76 semanas en la lista Billboard 200. El álbum se publicó con dos portadas distintas, la segunda era de una de edición especial que venía con la caja de plástico de color amarillo y la portada con una foto del grupo. Cómo curiosidad, el álbum fue lanzado el mismo día que los álbumes Above de Mad Season y A Boy Named Goo, 5° álbum de estudio de los Goo Goo Dolls.
Los sencillos elegidos fueron "Gel", "The World I Know" y "December".

## Listado de temas
- Todas las canciones escritas por Ed Roland, excepto las señaladas.

1. "Simple" – 3:45
2. "Untitled" – 4:01
3. "The World I Know" – 4:16 (Childress/Roland)
4. "Smashing Young Man" – 3:45
5. "December" – 4:45
6. "Where the River Flows" – 3:35
7. "Gel" – 3:00
8. "She Gathers Rain" – 4:31
9. "When the Water Falls" – 3:40
10. "Collection of Goods" – 4:14
11. "Bleed" – 4:03
12. "Reunion" – 2:35

## Personal
- Ed Roland - Guitarra, voz, productor
- Ross Childress - Primera guitarra
- Dean Roland - 2.ª guitarra (rítmica)
- Shane Evans - Batería
- Will Turpin - Bajo, voz
- Matt Serletic - Productor
- Greg Archilla - Ingeniero
- Bertram Brown - Voces
- David Chappell - Viola
- Bob Clearmountain - Mezcla
- Janet Clippard - Bajo
- John DiPuccio - Violín
- Luis Enrique - Percusión
- Jackie Johnson - Voces
- Jerry Miller - Violín
- Becky Russell - Voces
- Steve Sidgursen - Chelo
- Malcolm Springer - Segundo ingeniero